# I Don't Want to Be
I Don't Want to Be è una canzone di Gavin DeGraw estratta come primo singolo dall'album di debutto del cantautore Chariot nel 2004.
È conosciuta soprattutto per essere stata la sigla delle prime quattro stagioni del popolare telefilm statunitense One Tree Hill. Il singolo è riconosciuto come uno dei più grandi successi di Gavin DeGraw arrivando alla posizione #10 della Billboard Hot 100, ottenendo il  disco d'oro, ed avendo ricevuto più di 500,000 downloads.

## Tracce
1. "I Don't Want to Be" (Album version)
2. "I Don't Want to Be" (Stripped version)
3. "Just Friends" (Album version)
4. "I Don't Want to Be" (Video)

## Classifiche
| Paese         | Posizione più alta |
| ------------- | ------------------ |
| Australia     | 19                 |
| Austria       | 44                 |
| Germania      | 99                 |
| Irlanda       | 25                 |
| Norvegia      | 6                  |
| Nuova Zelanda | 30                 |
| Paesi Bassi   | 21                 |
| Regno Unito   | 27                 |
| Stati Uniti   | 10                 |
| Svezia        | 15                 |
| Svizzera      | 46                 |